# Xorides rusticus
Xorides rusticus là một loài tò vò trong họ Ichneumonidae.